# Cerber Motorsport
Cerber Motorsport – polski zespół startujący w międzynarodowych zawodach Formula Student, tworzony przez studentów Wydziału Mechanicznego Politechniki Białostockiej. Pierwszy polski zespół, który zajął miejsce na podium zawodów Formula Student.

## Historia zespołu
Zespół Cerber Motorsport powstał w 2011 roku. Początkowo liczył 17 osób oraz zadebiutował na zawodach Formula Student Germany 2013. W następnym sezonie konstruktorzy zbudowali kolejne auto startując kolejno w zawodach w Wielkiej Brytanii, Włoszech, Czechach oraz na Węgrzech w 2014 roku. Na budowę trzeciego auta poświęcono dwa lata, aby dopracować wszystkie elementy. Przy projekcie aktywnie pracowało 27 osób, a auto CMS-03 wystartowało w roku 2016 w czterech krajach (Wielka Brytania), Włochy, Czechy oraz Węgry). Głównymi założeniami przy czwartym aucie było zmniejszenie masy pojazdu, przy zachowaniu jego niezawodności. Projekt ten był efektem rocznej pracy całego zespołu. W 2017 roku drużyna wystartowała na zawodach we Włoszech, Czechach i Węgrzech.

## Struktura zespołu
W skład zespołu wchodzą studenci Politechniki Białostockiej, których pasją jest motoryzacja. Obecnie liczy on 30 osób. Struktura zespołu Cerber Motorsport jest złożona z 5 działów, nad którymi nadzór sprawują Koordynator Projektu wraz z Koordynatorem Technicznym Projektu.
Działy:
- Aerodynamika i Kompozyty- dział zajmujący się projektowaniem poszycia bolidu i pakietu aerodynamicznego, wykonywaniem elementów kompozytowych oraz przeprowadzeniem symulacji przepływu;
- Pneumatyka i Elektronika - projektowanie i wykonanie wiązki elektrycznej silnika, elektropneumatycznego, sekwencyjnego systemu zmiany biegów oraz systemu akwizycji danych;
- Podwozie - projektowanie zawieszenia, układu kierowniczego, hamulcowego, konstrukcji nośnej pojazdu, systemu bezpieczeństwa kierowców, opracowywanie dynamiki pojazdu;
- Silnik i Napęd - projektowanie elementów układu przeniesienia napędu, modyfikacje i strojenie silnika;
- Marketing - promowanie zespołu, kontakt ze sponsorami, organizowanie wydarzeń promocyjnych, prowadzenie portali społecznościowych.

## Bolidy

### CMS-01[1]
Pierwsze auto, skonstruowane przez drużynę Cerber Motorsport, które w 2013 wystartowało w zawodach Formula Student Germany, gdzie zdobyło nagrodę Sportmanship Award 2013 oraz w Formula Student Hungary. Pojazd powstawał przez dwa lata. Głównym założeniem było zaprojektowanie auta i wystartowanie z nim na zawodach Formula Student. Konstrukcja pierwszego bolidu łączy prostotę z funkcjonalnością, co pozwoliło na łatwe wprowadzenie poprawek podczas okresu testów i zaowocowało dobrymi wynikami na zawodach.
| Masa własna             | 265 kg |
| Moc                     | 78 KM przy 12000 obr./min |
| Moment obrotowy         | 47,5 Nm przy 11500 obr./min |
| Silnik                  | Suzuki GSX-R 600 2008 |
| Aerodynamika i poszycie | Wykonane z tworzyw sztucznych metodą termoformowania, podłoga połączona z dyfuzorem, wykonana z kompozytu aramidowo- węglowego |
| Elektronika             | Komputer sterujący pracą silnika Ecumaster EMU, autorskie układy zmiany biegów i telemetrii                                    |
| Opony i koła            | Opony AVON FSAE 6,2/20-13 Aluminiowo-magnezowe felgi wyczynowe Keizer 4L                                                       |
| Konstrukcja nośna       | Rama dzielona dwuczęściowa, aluminiowo-stalowa                                                                                 |
| Przeniesienie napędu    | Łańcuch, sztywna oś cząstkowa własnego autorstwa                                                                               |
| Układ hamulcowy         | Dwuobwodowy, hamulce tarczowe, zaciski Brembo, regulacja rozkładu siły hamowania z pozycji kierowcy                            |
| Zawieszenie             | Niezależne, dwuwahaczowe, typu pull-rod                                                                                        |

### CMS-02[2]
Drugie auto zespołu Cerber Motorsport, zaprojektowane oraz zbudowane zostało w ciągu 9 miesięcy. W trakcie fazy projektowej wykorzystano dużo bardziej zaawansowane oprogramowanie niż przy pierwszym bolidzie. Głównymi założeniami była redukcja masy i zmniejszenie spalania paliwa. Zespół wziął udział w zawodach Formula Student UK, Formula SAE Italy, Formula Student Czech Republic oraz Formula Student Hungary. Wiedza i doświadczenie zdobyte na czterech zawodach zaowocowały przy kolejnym projekcie.
| Masa własna             | 210 kg |
| Moc                     | 57 KM przy 10200 obr./min |
| Moment obrotowy         | 46 Nm przy 7200 obr./min |
| Silnik                  | KTM 525 EXC, zmodyfikowany |
| Aerodynamika i poszycie | wykonane z kompozytu aramidowo-węglowego, podłoga połączona z dyfuzorem, przednie skrzydło 3-płatowe, tylne skrzydło 2-płatowe |
| Elektronika             | Komputer sterujący pracą silnika Ecumaster EMU, system akwizycji danych, elektropneumatyczny system zmiany biegów              |
| Opony i koła            | Opony Hoosier 6.0/18.0-10 LC0. Aluminiowe wyczynowe felgi Braid Tenrace FSAE 10’’                                              |
| Konstrukcja nośna       | Przestrzenna rama stalowa |
| Przeniesienie napędu    | Łańcuch, dyferencjał z ograniczonym poślizgiem                                                                                 |
| Układ hamulcowy         | Dwuobwodowy, hamulce tarczowe, zaciski Wilwood PS1, regulacja rozkładu siły hamowania z pozycji kierowcy                       |
| Zawieszenie             | Niezależne, dwuwahaczowe, typu push-rod                                                                                        |

### CMS-03[3]
Trzecie auto, jest połączeniem dwóch wcześniejszych bolidów, z których wybrano najlepsze rozwiązania. Nowością było wykonanie poszycia z włókna węglowego typu pre-preg i udoskonalenie pakietu aerodynamicznego. Proces projektowania i budowy auta trwał dwa lata. Pozwoliło to zrealizować główne cele założone podczas fazy projektowej m.in.: obniżenie środka ciężkości, optymalizacja wszystkich systemów i poszczególnych elementów auta. Zespół wystartował w zawodach Formula Student UK, Formula SAE Italy & Formula Electric Italy 2016, Formula Student Czech Republic oraz Formula Student Hungary. Jako pierwszy polski zespół zajął miejsce na podium, zajmując 2. miejsce na zawodach Formula SAE Italy & Formula Electric Italy 2016. Na pozostałych zawodach drużyna uplasowała się na czołowych miejscach w poszczególnych konkurencjach.
| Masa własna             | 215 kg |
| Moc                     | 72,3 KM przy 9575 obr./min |
| Moment obrotowy         | 56,1 Nm przy 8840 obr./min |
| Silnik                  | Honda CBR 600RR PC-40 |
| Aerodynamika i poszycie | wykonane z włókna węglowego metodą pre-preg, przednie skrzydło 3-płatowe, tylne skrzydło 2-płatowe                                                                                      |
| Elektronika             | Komputer sterujący pracą silnika Ecumaster EMU, system akwizycji danych, elektropneumatyczny system zmiany biegów, procedura startu oraz automatyczna zmiana biegów przy przyspieszaniu |
| Opony i felgi           | Opony Hoosier 6.0/18.0-10 LC0. Aluminiowe wyczynowe felgi Braid Tenrace FSAE 10’’ |
| Konstrukcja nośna       | Przestrzenna rama stalowa |
| Przeniesienie napędu    | Łańcuch, dyferencjał z ograniczonym poślizgiem |
| Układ hamulcowy         | Dwuobwodowy, hamulce tarczowe, zaciski Wilwood PS1, regulacja rozkładu siły hamowania z pozycji kierowcy                                                                                |
| Zawieszenie             | Niezależne, typu push-rod, pełna regulacja geometrii, tłumienia amortyzatorów, sztywności stabilizatorów i sprężyn                                                                      |

### CMS-04[5]
Czwarte auto to efekt niecałego roku pracy zespołu. Głównymi założeniami przy tym projekcie było zmniejszenie masy pojazdu oraz zwiększenie mocy, przy zachowaniu jego niezawodności. Aby zmniejszyć masę auta, zoptymalizowane zostało wiele komponentów, m.in. zastosowano autorski, tytanowy kolektor wydechowy oraz tłumik, co pozwoliło na zmniejszenie masy układu wydechowego o 60%. Powiększony został również pakiet aerodynamiczny, włókno węglowe zostało wykorzystane w szerszym zakresie w porównaniu z wcześniejszymi projektami. W czwartym aucie została również zaprojektowana i wykonana od podstaw kierownica wraz ze zintegrowaną elektroniką. W sezonie 2017 zespół wystartował w zawodach Formula SAE Italy & Formula Electric Italy 2017, Formula Student Czech Republic oraz Formula Student Hungary, oraz Formula SAE Michigan.
| Masa własna             | 199 kg |
| Moc                     | 82 KM przy 10235 obr./min |
| Moment obrotowy         | 62,6 Nm przy 8745 obr./min |
| Silnik                  | Honda CBR 600RR PC-40 |
| Aerodynamika i poszycie | wykonane z włókna węglowego typu pre-preg, 3-płatowe skrzydło przednie, 4-płatowe skrzydło tylne                                                                                        |
| Elektronika             | Komputer sterujący pracą silnika Ecumaster EMU, system akwizycji danych, elektropneumatyczny system zmiany biegów, procedura startu oraz automatyczna zmiana biegów przy przyspieszaniu |
| Opony i felgi           | Opony Hoosier 18.0x7.5-10 R25B Felgi wyczynowe OZ Formula Student Magnesium CL 10'’ |
| Konstrukcja nośna       | Przestrzenna rama stalowa wzmocniona płytami wykonanymi z włókna węglowego z przekładką aramidową typy honeycomb                                                                        |
| Przeniesienie napędu    | Przekładnia łańcuchowa, mechanizm różnicowy z ograniczonym stopniem poślizgu |
| Układ hamulcowy         | Dwuobwodowy, tarcze"pływające" 180mm, zaciski ISR Brakes czterotłoczkowe, regulacja rozkładu siły hamowania realizowana z koła kierowniczego poprzez serwomechanizm                     |
| Zawieszenie             | Dwuwahaczowe, typu push-rod, pełna regulacja geometrii, tłumienia amortyzatorów, wstępnego napięcia sprężyny i sztywności stabilizatorów                                                |

### CMS-05
Piąte auto projektowane oraz budowane było 283 dni. Bolid CMS-05 jest rozwinięciem jego dwóch poprzedników, z których wykorzystane zostały ich najlepsze cechy i rozwiązania. Najbardziej innowacyjnym aspektem projektu jest zastosowanie kompozytowej konstrukcji samonośnej. Została wykonana z włókna węglowego oraz aluminiowej przekładki o strukturze plastra miodu, co pozwoliło na zredukowanie masy bolidu o ponad 6 kilogramów, przy jednoczesnym zwiększeniu sztywności skrętnej. Modyfikacji uległ też pakiet aerodynamiczny. Zostały dodane sekcje po bokach auta, oraz ulepszono konstrukcję tylnego skrzydła, które dzięki zastosowanemu systemowi DRS pozwala na położenie jego płatów, co skutkuje zmniejszeniem oporu powietrza na prostych odcinkach toru. Cały pakiet aerodynamiczny generuje docisk ponad 160kg przy 120km/h. Reformacji poddany został również tytanowy układ wydechowy, procedura startu wraz z kontrolą trakcji oraz autorska skrzynia biegów w połączeniu z elektro-pneumatycznym systemem zmiany biegów. Ulepszenia pozwoliły na osiągnięcie prędkości 100km/h w czasie 3,3s, a przeciążenia boczne podczas jazdy na torze w szczytowych wartościach osiągają nawet 3G. W sezonie 2018 zespół wystartował w zawodach Formula Student Italy, Formula Student Czech Republic, oraz Formula Student East. We Włoszech w klasyfikacji generalnej Cerber Motorsport zajął 6. miejsce, w Czechach 9. miejsce, oraz na Węgrzech 6. miejsce.
| Masa własna             | 197 kg |
| Moc                     | 86 KM przy 11800 obr./min |
| Moment obrotowy         | 62 Nm przy 8100 obr./min |
| Silnik                  | Honda CBR 600RR PC40 (zmodyfikowany) |
| Aerodynamika i poszycie | 3-płatowe przednie, oraz 4-płatowe tylne skrzydło, sidepood’y, system DRS                                                                                                 |
| Elektronika             | Elektroniczno-pneumatyczny system zmiany biegów, autorski system akwizycji danych, procedura startu wraz z kontrolą trakcji, bezprzewodowa łączność z jednostką sterującą |
| Opony i felgi           | Opony Hoosier 18.0x7.5-10 R25B Felgi wyczynowe OZ Formula Student Magnesium CL 10’’                                                                                       |
| Konstrukcja nośna       | Kompozytowa konstrukcja samonośna wraz z tylną ramą przestrzenną |
| Przeniesienie napędu    | Przekładnia łańcuchowa, mechanizm różnicowy z ograniczonym stopniem poślizgu, oraz pełną regulacją spięcia wstępnego                                                      |
| Układ hamulcowy         | Dwuobwodowy układ hamulcowy z wykorzystaniem pływających tarcz hamulcowych                                                                                                |
| Zawieszenie             | Niezależne, wielowahaczowe typu push-rod z pełną regulacją geometrii |

## Zawody i nagrody
| Sezon | Zawody                                     | Tor                                          | Bolid    | silnik                      | Miejsce w konkurencjach         | Miejsce ogółem | Ranking globalny |
| ----- | ------------------------------------------ | -------------------------------------------- | -------- | --------------------------- | ------------------------------- | -------------- | ---------------- |
| 2017  | Formula Student Hungary                    | Győr-Gönyű                                   | CMS - 04 | Honda CBR 600 RR - PC40     | Skidpad - 7                     | 10 (333,68p.)  | 114              |
| 2017  | Formula Student Czech Republic             | Autodrom Most                                | CMS - 04 | Honda CBR 600 RR - PC40     | Skid Pad - 5                    | 23 (380.18p.)  | 114              |
| 2017  | Formula Student Czech Republic             | Autodrom Most                                | CMS - 04 | Honda CBR 600 RR - PC40     | Cost Report - 2                 | 23 (380.18p.)  | 114              |
| 2017  | Formula SAE Italy & Formula Electric Italy | Varano de' Melegari Riccardo Paletti Circuit | CMS - 04 | Honda CBR 600 RR - PC40     | Skidpad - 3                     | 16 (462,32p.)  | 114              |
| 2017  | Formula SAE Italy & Formula Electric Italy | Varano de' Melegari Riccardo Paletti Circuit | CMS - 04 | Honda CBR 600 RR - PC40     | Autocross - 9                   | 16 (462,32p.)  | 114              |
| 2017  | Formula SAE Italy & Formula Electric Italy | Varano de' Melegari Riccardo Paletti Circuit | CMS - 04 | Honda CBR 600 RR - PC40     | Acceleration - 6                | 16 (462,32p.)  | 114              |
| 2017  | Formula SAE Italy & Formula Electric Italy | Varano de' Melegari Riccardo Paletti Circuit | CMS - 04 | Honda CBR 600 RR - PC40     | Business Plan Presentation - 10 | 16 (462,32p.)  | 114              |
| 2016  | Formula Student Hungary                    | Győr-Gönyű                                   | CMS - 03 | Honda CBR 600 RR - PC40     | Skidpad - 6                     | 20 (445,1p.)   | 33               |
| 2016  | Formula Student Czech Republic             | Autodrom Most                                | CMS - 03 | Honda CBR 600 RR - PC40     | Business Plan Presentation - 3  | 4 (804,88p.)   | 33               |
| 2016  | Formula Student Czech Republic             | Autodrom Most                                | CMS - 03 | Honda CBR 600 RR - PC40     | Cost Report - 3                 | 4 (804,88p.)   | 33               |
| 2016  | Formula Student Czech Republic             | Autodrom Most                                | CMS - 03 | Honda CBR 600 RR - PC40     | Skidpad - 5                     | 4 (804,88p.)   | 33               |
| 2016  | Formula Student Czech Republic             | Autodrom Most                                | CMS - 03 | Honda CBR 600 RR - PC40     | Autocross - 1                   | 4 (804,88p.)   | 33               |
| 2016  | Formula Student Czech Republic             | Autodrom Most                                | CMS - 03 | Honda CBR 600 RR - PC40     | Acceleration - 4                | 4 (804,88p.)   | 33               |
| 2016  | Formula Student Czech Republic             | Autodrom Most                                | CMS - 03 | Honda CBR 600 RR - PC40     | Endurance - 5                   | 4 (804,88p.)   | 33               |
| 2016  | Formula SAE Italy & Formula Electric Italy | Varano de' Melegari Riccardo Paletti Circuit | CMS - 03 | Honda CBR 600 RR - PC40     | Skidpad - 2                     | 2 (778,440p.)  | 33               |
| 2016  | Formula SAE Italy & Formula Electric Italy | Varano de' Melegari Riccardo Paletti Circuit | CMS - 03 | Honda CBR 600 RR - PC40     | Autocross - 4                   | 2 (778,440p.)  | 33               |
| 2016  | Formula SAE Italy & Formula Electric Italy | Varano de' Melegari Riccardo Paletti Circuit | CMS - 03 | Honda CBR 600 RR - PC40     | Acceleration - 2                | 2 (778,440p.)  | 33               |
| 2016  | Formula SAE Italy & Formula Electric Italy | Varano de' Melegari Riccardo Paletti Circuit | CMS - 03 | Honda CBR 600 RR - PC40     | Endurance - 2                   | 2 (778,440p.)  | 33               |
| 2016  | Formula Student UK                         | Silverstone Grand Prix Circuit               | CMS - 03 | Honda CBR 600 RR - PC40     | Acceleration - 10               | 33 (405.6p.)   | 33               |
| 2014  | Formula Student Hungary                    | Győr-Gönyű                                   | CMS - 02 | KTM 525 EXC - zmodyfikowany | Cost Report - 8                 | 24 (475,6p.)   | 234              |
| 2014  | Formula Student Czech Republic             | Czechring Hradec Kralove                     | CMS - 02 | KTM 525 EXC - zmodyfikowany | -                               | -              | 234              |
| 2014  | Formula SAE Italy & Formula Electric Italy | Varano de' Melegari Riccardo Paletti Circuit | CMS - 02 | KTM 525 EXC - zmodyfikowany | Skidpad - 10                    | 27 (325,227p.) | 234              |
| 2014  | Formula Student UK                         | Silverstone Grand Prix Circuit               | CMS - 02 | KTM 525 EXC - zmodyfikowany | -                               | -              | 234              |
| 2013  | Formula Student Hungary                    | Győr-Gönyű                                   | CMS - 01 | Suzuki GSX-R 600 2008       | -                               | 27 (303,6p.)   | 267              |
| 2013  | Formula Student Germany                    | Hockenheimring                               | CMS - 01 | Suzuki GSX-R 600 2008       | Sportmanship Award 2013         | 58 (252,74p.)  | 267              |